# Nuevas Poblaciones d'Andalusia i Sierra Morena
Les Nuevas Poblaciones d'Andalusia i Sierra Morena foren una intendència espanyola que es va crear el 1767, durant el regnat de Carles III, i que va ser definitivament suprimida el 1835. Durant la seva existència aquesta intendència va ser la «cinquena província andalusa», i tingué el mateix nivell polític i administratiu que els quatre regnes d'Andalusia: Còrdova, Jaén, Sevilla i Granada.
La seva creació es deu a un projecte il·lustrat elaborat per Campomanes i encomanat a Pablo de Olavide, que consistia a poblar les grans extensions despoblades existents en el curs del Camí Ral d'Andalusia: el desert de Sierra Morena al regne de Jaén, el desert de la Parrilla, entre Còrdova i Écija, i el desert de la Monclova, entre Écija i Carmona. L'objectiu era millorar la seguretat del trànsit de persones i mercaderies que hi circulaven, especialment dels perills derivats del bandolerisme. Per a això es va fomentar en aquests llocs l'agricultura i la indústria, atraient colons catòlics de l'Europa central, principalment del Baix Rin (alemanys i francesos) i suïssos. Els primers colons van ser portats per l'aventurer bavarès Johann Kaspar Thürriegel.
La iniciativa pretenia implantar una nova organització social, alliberada en certa manera de les restriccions jurisdiccionals de l'Antic Règim. Per a això es va redactar el Fuero de las Nuevas Poblaciones, que regulava els aspectes de la vida econòmica i social dels colons.
| « | Article 5. La primera feina del Superintendent d'aquestes poblacions ha de ser elegir els llocs en què s'han d'establir assegurar-se que siguin sans, ben ventilats, sense aigües estancades que ocasionen malalties; aixecant un plànol perquè, d'aquesta manera, en tots els dubtes que sorgeixin, es tingui a la vista la posició material dels terrenys i se'n pugui fer càrrec. Article 75. No hi haurà estudis de Gramàtica a cap d'aquestes noves poblacions, i encara menys d'altres facultats majors, en observança del que s'ha disposat a la llei del Regne, que amb raó els prohibeix a llocs d'aquesta naturalesa, els habitants dels quals s'han de dedicar a llaurar, criar el bestiar i a les arts mecàniques com a nervi de la força d'un Estat... | » |

Els nous assentaments no reberen el nom de ciutat o vila sinó que es coneixien com a feligresies i aldees, i totes en conjunt com a «Nuevas Poblaciones». La capitalitat de la intendència i la seu de l'Intendent es va establir a La Carolina, que ja s'havia acabat de construir el 1770, i a La Carlota.
Amb la caiguda de Pablo de Olavide el 22 de març de 1795, Tomás González Carvajal va ser nomenat Intendent.

## Poblacions
Al regne de Jaén les noves poblacions foren les següents: Aldeaquemada, Arquillos, Carboneros, La Carolina (la capital), Guarromán, Miranda del Rey, Montizón, Navas de Tolosa, El Rumblar i Santa Elena. La Concepción de Almuradiel, per la seva banda, estava enclavada a La Manxa.
La feligresia de La Carolina comptava amb tres aldees: Los Cuellos, Camino de Granada i Vista Alegre. La de Carboneros amb tres: El Acebuchal, La Mesa de Carboneros i La Escolástica. Guarromán amb quatre: Arellano, Martín Malo, Los Ríos i El Altico. Arquillos amb una: El Porrosillo. Montizón amb dues: Aldeahermosa i Venta de los Santos. Aldeaquemada amb dues: Buenos Aires i Santa Cuz. Santa Elena amb una: Aldeanueva. Miranda amb una: Magaña. Las Navas de Tolosa amb una: Fuente del Rey.
Al regne de Còrdova i al regne de Sevilla es van crear les noves poblacions de La Carlota (la capital), La Luisiana, Fuente Palmera, San Sebastián de los Ballesteros i la aldea de San Calixto, en el paratge de la Sierra de Tardón (en el terme municipal de Hornachuelos).
La feligresia de La Carlota comptava amb cinc aldees: La Fuencubierta, Garabato, Pinedas, Pequeña Carlota i Vaneguillas. La de Fuente Palmera amb vuit: Aldea del Río (posteriorment anomenada Ochavillo del Rio), Fuente Carreteros, La Herrería, Silillos, Peñalosa, Villalón, El Villar i La Ventilla. La Luisiana per la seva banda comptava amb tres aldees: Cañada Rosal, El Campillo i Motillos.
En altres llocs del regne de Sevilla allunyats del Camí ral d'Andalusia es crearen altres poblacions similars encara que no formaren part en les Nuevas Poblaciones d'Andalusia i Sierra Morena ni gaudiren dels seus furs. Aquestes poblacions foren Prado del Rey i Algar.

## Colonització de Sierra Morena

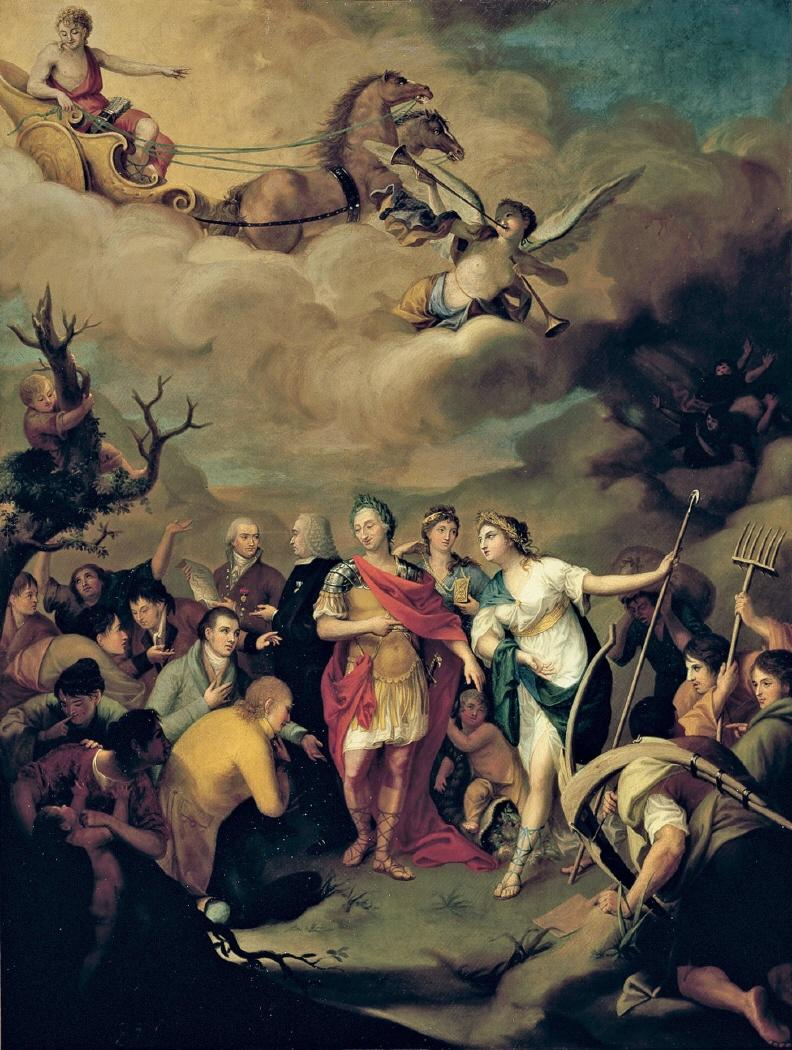
Carles III lliurant les terres als colons de Sierra Morena per José Alonso del Rivero, 1805, oli sobre llenç, 168 x 126 cm, Madrid, Reial Acadèmia de Belles arts de San Fernando.

La colonització de Sierra Morena va ser un projecte dut a la pràctica per Pablo de Olavide, intendent de Carles III a Andalusia, pel qual més de set mil colons centreeuropeus s'assentaren a una zona situada al vessant sud de Sierra Morena a les actuals províncies de Jaén, Còrdova i Sevilla. La colonització, finançada per l'Estat, pretenia fomentar l'agricultura i la indústria a una zona despoblada i amenaçada pel bandolerisme.

### Antecedents
El 1767, Europa central es trobava en una crisi deguda tant als conflictes internacionals com a males collites. D'altra banda, el monarca hispànic, Carles III, volia colonitzar un territori sota la seva bandera amb aquells pagesos alemanys i flamencs que li va oferir Johann Kaspar Thürriegel, oficial bavarès. Es pensaren tres territoris possibles perquè els colonitzessin aquells aventurers del centre d'Europa:
1. El primer era Puerto Rico: no obstant això, els ministres de Carles III no volien que els nous colons augmentessin la llista de blancs ociosos a l'illa (recordem que els esclaus eren els que treballaven) i, per tant, es va descartar.
2. Patagònia: el sud de l'actual Argentina era territori espanyol nominalment, però no tenia població que la reclamés en cas d'invasió estrangera. El problema que adduïren els consellers de Carles III és que els colons alemanys estarien aïllats en aquelles terres i no sentirien l'ardor del patriotisme espanyol quan un estranger reclamés la zona.
3. Finalment, es va avaluar colonitzar els despoblats andalusos i de Sierra Morena. Ja els il·lustrats espanyols havien manifestat que la població espanyola era escassa i estava mal distribuïda, i havien suggerit de dur europeus de zones empobrides a les àrees més despoblades d'Espanya. Aquesta va ser l'opció escollida: una colonització no al Nou Món sinó en el Vell.

### Característiques

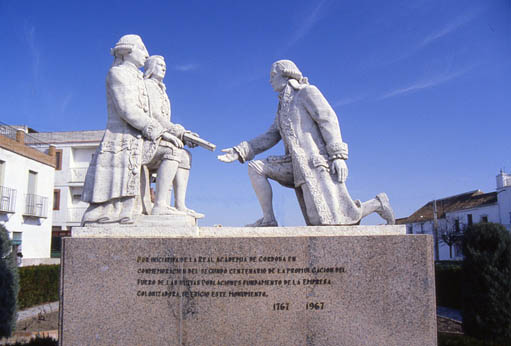
Olavide, agenollat, rep de Carles III, en presència de Campomanes, les ordres per a la colonització de Sierra Morena.

Es dugueren més de set mil colons a Sierra Morena repartits a diverses fundacions: La Carolina, La Carlota, La Luisiana i altres fins al total de quinze pobles que es fundaren en el procés. Les cases construïdes estaven disseminades pel camp i al llarg del camí d'Andalusia. Cada quatre o cinc localitats estaven agrupades en feligresies, per les quals es triaven un alcalde i un síndic representant. També es va construir una església en cada feligresia.
A cada família de colons se li donaren unes cinquanta faneques de terra per a cultius de secà i regadiu, cinc gallines, cinc cabres, cinc ovelles, dues vaques i una truja. A més, estaven exempts de pagar imposts durant deu anys després de la seva arribada a la colònia i estaven protegits per un fur especial.

### Resultats
Després dels primers anys molts colons havien mort principalment per malalties, per la calor de l'estiu o, en molta menor quantitat, pels atacs dels terratinents d'Écija o d'altres poblacions properes, disconformes amb el fet que se'ls haguessin llevat les terres per instal·lar-hi immigrants estrangers exempts de pagar tribut. Els rumors de foren suficients per atraure nombrosos colonitzadors especialment catalans i valencians, i a finals de 1773 Olavide i Antoni de Capmany van acordar posar ordre i concert a l'arribada de les repoblacions catalanes a La Carolina de Jaén. Malgrat els problemes, la colonització es va afermar i a la fi del regnat de Carles III a la zona hi vivien mil cinc-centes famílies. El 1835 se'ls retirà el fur de què gaudien i moltes colònies entraren en crisi perquè esdevingueren poblacions normals.
Actualment, els descendents dels colons viuen sobretot a les poblacions de La Carlota, Fuente Palmera, La Luisiana, Cañada Rosal, La Carolina i altres de properes, conservant encara cognoms estrangers, la seva fesomia (cabells clars, ulls blaus, etc.) o bé festes com la dels ous pintats de Pasqua (com es fa en molts llocs d'Europa). Així i tot, els descendents dels colons no són un col·lectiu immigrant que hagi conservat la seva cultura, com el cas dels italians o irlandesos als Estats Units, per exemple. Si no fos per l'aspecte estranger que tenen i els cognoms que duen no es diferenciarien en absolut de la resta d'andalusos.